# Alfred V. Kidder
Alfred Vincent Kidder, född 29 oktober 1885 i Marquette, Michigan, död 11 juni 1963, amerikansk arkeolog.
Arkeologer började studera sydvästra USA på ett systematiskt sätt 1913. Nels C. Nelson och Alfred V. Kidder genomförde stratigrafiska utgrävningar för att klargöra den kulturella kronologin. I An introduction to the Study of Southwestern Archaeology (1924) ställer Kidder upp den första kulturhistoriska syntesen för något område i USA. Studien publicerades året före Childes The Dawn of European Civilization. Kidder behandlar däri arkeologiskt material från nio flodområden och delar in dem i fyra efter varandra följande perioder av kulturella utveckling: 
- korgmakare
- efterkorgmakare
- prepueblo
- pueblo

Varje period kallas kultur medan regionala variationer längs flodsystemen också benämns kulturer: Chihuahua Basin, Mimbres och Lower Gila. Trots att termen kultur ännu inte fått någon fix betydelse började något att utvecklas som påminde om begreppet arkeologisk kultur. Men det var Kidders kronologi som intresserade andra arkeologer.